# Fedor Bucholtz

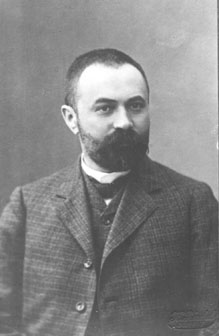
Fedor Bucholtz (um 1900)

Fedor Wladimirowitsch Bucholtz, auch Teodor oder Fjodor und Buchholz (russisch Фёдор, Федор Владимирович Бухгольц Fjodor Wladimirowitsch Buchgolz bzw. Buchholz; * 17. Oktober 1872 in Warschau; † 30. April 1924 in Dorpat), war ein deutsch-polnisch, russischer Botaniker.

## Leben

### Familie
Fedor war der Sohn des Kollegienrats, promovierten Mediziners sowie Ordinators am Kriegshospital in Warschau, Woldemar Bucholtz († 1876), und der Hedwig Amalie, geborene Adelmann, Tochter des Chirurgen und Hochschullehrers Georg von Adelmann (1811–1888) und damit angeheirateter Neffe des Chirurgen und Hochschullehrers Ernst von Bergmann (1836–1907). Er vermählte sich 1898 mit Klawdija Aleksandrowna Alekseewa aus Moskau.
Aus der Ehe stammten die Söhne Wladimir, Alexander, Claudius, Boris und Feodor Bucholtz, die alle vor 1906 geboren wurden. Teile der Enkel- und Urenkelgeneration leben heute in München.

### Werdegang

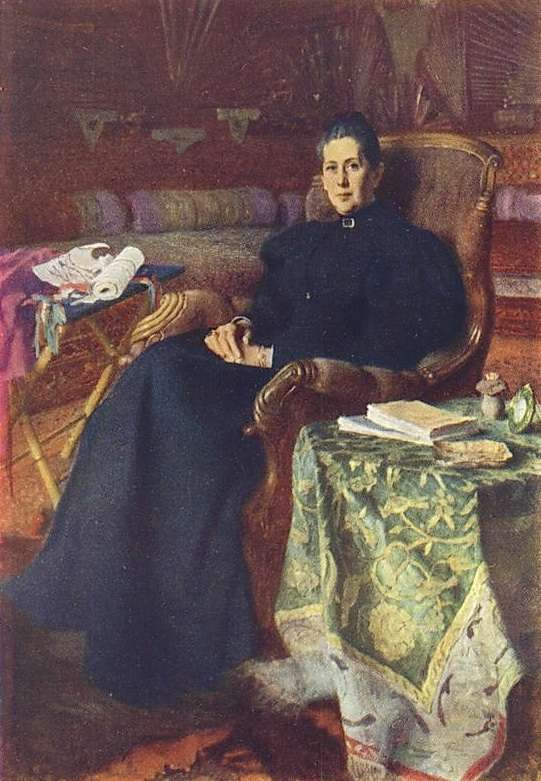
Gräfin Scheremetewa, 1898

Bucholtz lebte seit 1876 in Riga, besuchte dort die Vorschule und von 1883 bis 1891 das Stadtgymnasium. In den Jahren 1891 bis 1895 studierte er Botanik in Moskau. Zu seinen dortigen Mentoren gehörte vor allem Iwan Goroschankin. Bis 1897 arbeitete er an der Universität Moskau und richtete in dieser Zeit auch das Naturhistorische Museum der Gräfin Ekaterina Pawlowna Scheremetewa (1849–1929), Schwiegertochter des Grafen Dmitri Nikolajewitsch Scheremetew, in Michailowskoje im Gouvernement Moskau ein. Sechs Arten in ihrer Pilzsammlung beschrieb er neu. Ebenfalls in diesem Zeitraum nahm er Studienaufenthalte bei Eduard Fischer in Bern sowie bei Robert Hartig und Carl von Tubeuf in München. Hiernach war er bis 1903 Dozent für Botanik und Zoologie am Polytechnikum in Riga. 
Nach der Verteidigung seiner Magisterarbeit in Moskau 1903 wurde Adjunkt-Professor am Polytechnikum in Riga, avancierte 1907 zum stellvertretenden und 1912 zum ordentlichen Professor für Botanik. In dieser Stellung blieb er bis 1918, war zudem von 1910 bis 1913 ebd. Vizedirektor, 1912 Dekan der Landwirtschaftlichen Abteilung und 1917 Sekretär des Konseils. Bucholtz wurde 1912 in Moskau zum Dr. bot. promoviert. Er war von 1919 bis 1924 Staatsrat und ordentlicher Professor der Botanik sowie Direktor des Botanischen Gartens in Dorpat. Er hat sich um den Naturschutz verdient gemacht.
Sein offizielles botanisches Autorenkürzel lautet „Bucholtz“.

### Werke

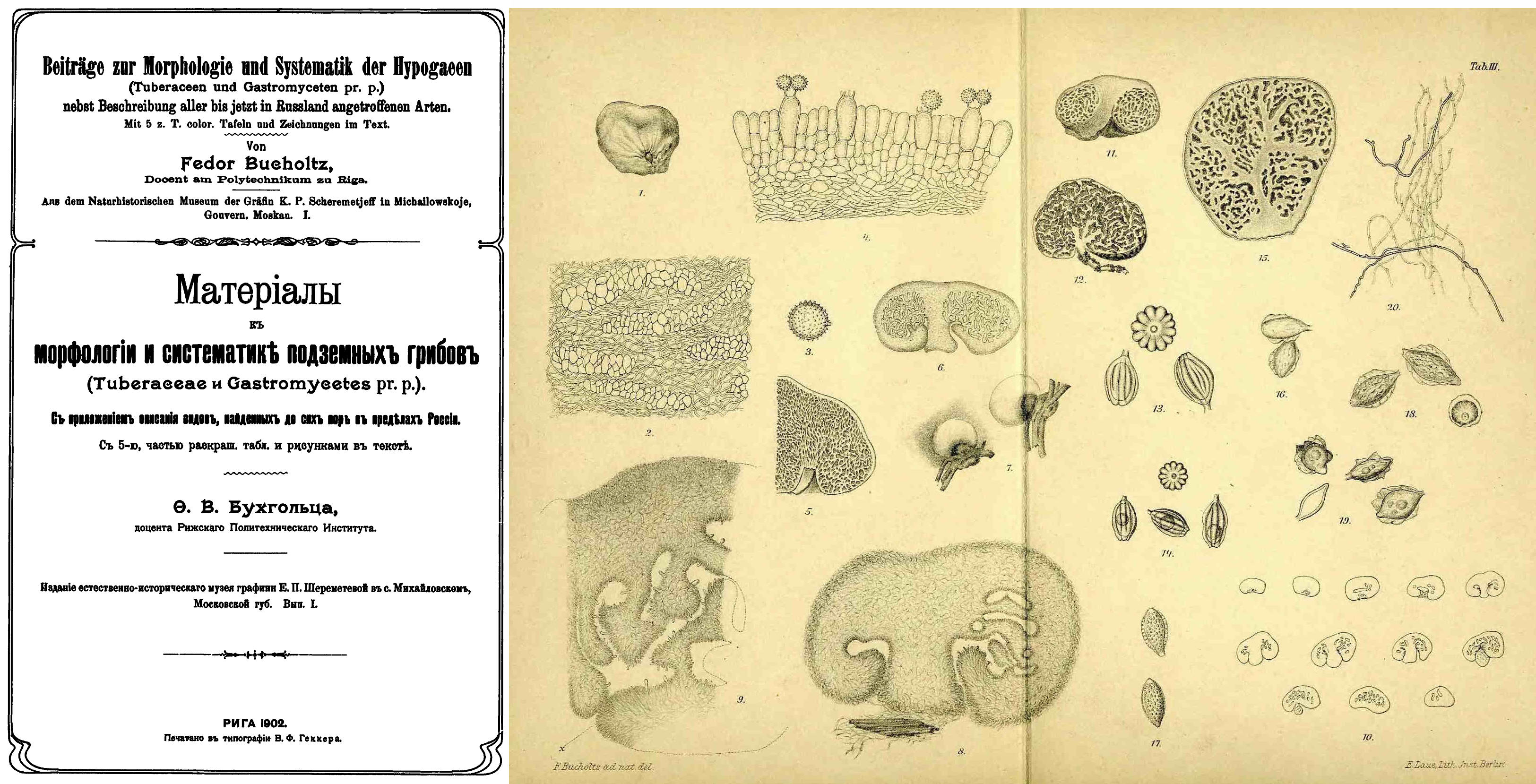
Deckblatt und Auszug Zur Morphologie und Systematik der Fungi hypogaei (1903)

Bucholtz verfasste zahlreiche Abhandlungen, häufig in russischer Sprache zur Mycologie, insbesondere zur Morphologie, Entwicklungsgeschichte und Systematik der unterirdischen Pilze. Nachstehend lediglich einige seiner deutschsprachigen Publikationen:
- Uebersicht aller bis jetzt angetroffenen und beschriebenen Pilzarten des Moskauer Gouvernements, 1897
- Hypogaeen aus Russland – Hedwigia 1901
- Zur Morphologie und Systematik der Fungi hypogaei, 1903
- Die Puccinia Arten der Ostzeeprovinzen Russlands. Vorstudie zu einer baltischen Pilzflora, 1905
- Zur Entwicklung der Choiromyces – Fruchtkörper, 1908